# Prélude et fugue en la bémol majeur (BWV 862)
Le Clavier bien tempéré I
Pour un article plus général, voir Le Clavier bien tempéré.
Le prélude et fugue en la bémol majeur (BWV 862) est le dix-septième couple de préludes et fugues du premier livre du Clavier bien tempéré de Jean-Sébastien Bach, compilé vers 1722.

## Prélude
Le prélude, noté 
, comporte 44 mesures et est façonné dans le style exubérant et plein d'élan d'un concerto, avec réponse entre les deux mains, d'un motif qui parcourt tous les degrés. 
La parenté thématique est vivaldienne, notamment un air d’Ottone in villa :

## Fugue
La fugue à quatre voix, notée , longue de 35 mesures. 
Le sujet est court, huit notes en croches, qui fait d'abord sonner l'accord parfait du ton, la sixte, avant de s'arrêter sur la quinte.
Le ton de la fugue est modéré, sereine et elle n'use d'aucun stratagème contrapuntique, tel que la strette. Au sujet en arpège, s'oppose un contre-sujet mélodique en notes conjointes. Après l'exposition (ténor, basse, soprano, alto) mesure 7, suivent les trois divertissements (mesures 10, 16, 23) toujours conduits à trois voix. Ils sont précédés par l'entrée du sujet et de sa réponse à deux voix seulement. Après le dernier divertissement, mesure 27, Bach représente le sujet à toutes les voix, de la basse au soprano. La conclusion voit le retour une dernière fois du sujet, avant la fin d'une « merveilleuse simplicité », dans une atmosphère de calme intérieur et de méditation.

## Relations
Prélude et fugue sont très clairement nés d'un motif arpégé de la . Le schéma harmonique est semblable également.

## Postérité
Emmanuel Alois Förster (1748–1823) a réalisé un arrangement pour quatuor à cordes de la fugue, interprété notamment par le Quatuor Emerson.
Théodore Dubois en a réalisé une version pour piano à quatre mains, publiée en 1914.
Ferruccio Busoni a tiré une étude pour piano du prélude.